# 北京apm
北京apm，原名新东安市场、新东安广场，是位于北京市王府井大街北段的一座商业大厦。

## 历史
1993年开始由北京东安集团和香港新鸿基地产有限公司合资兴建，在东安市场原址建设，1998年竣工开业，名为新东安市场， 获得1999年度建筑工程鲁班奖。

## 结构
该建筑地上11层，地下3层，具有购物、餐饮、娱乐和办公多种功能。新东安影城、东来顺新东安总店均位于此处。2005年11月开始，原新东安市场进行升级改造，改建成高档购物场所。2008年4月20日正式更名为北京apm。 名字乃參考位於香港觀塘，同屬新鴻基地產的創紀之城購物商場 apm。

## 交通
北京地铁8号线金鱼胡同站B3出入口可直达该商场。

## 图册

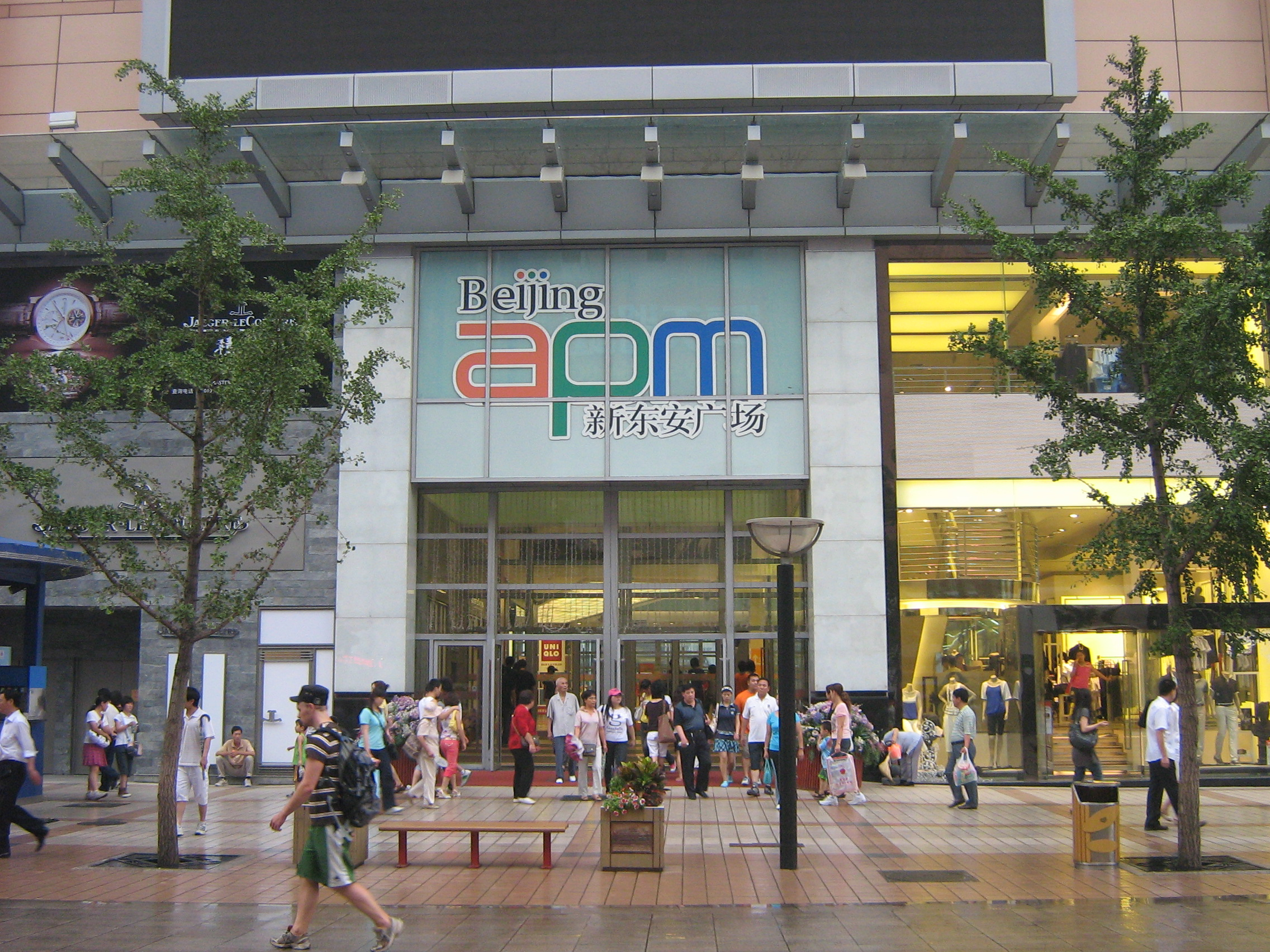
王府井大街上的北京apm大门
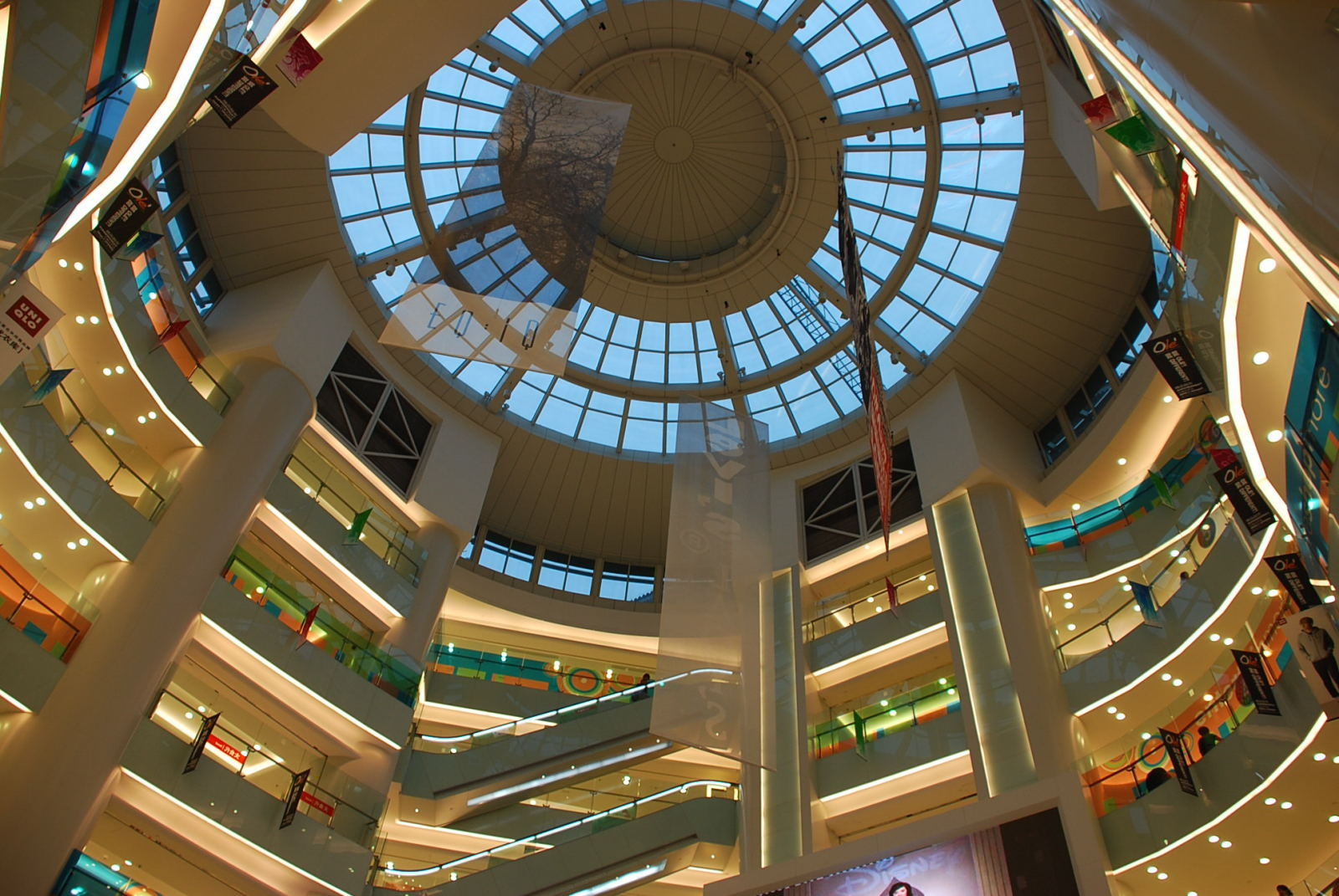
北京apm大厅
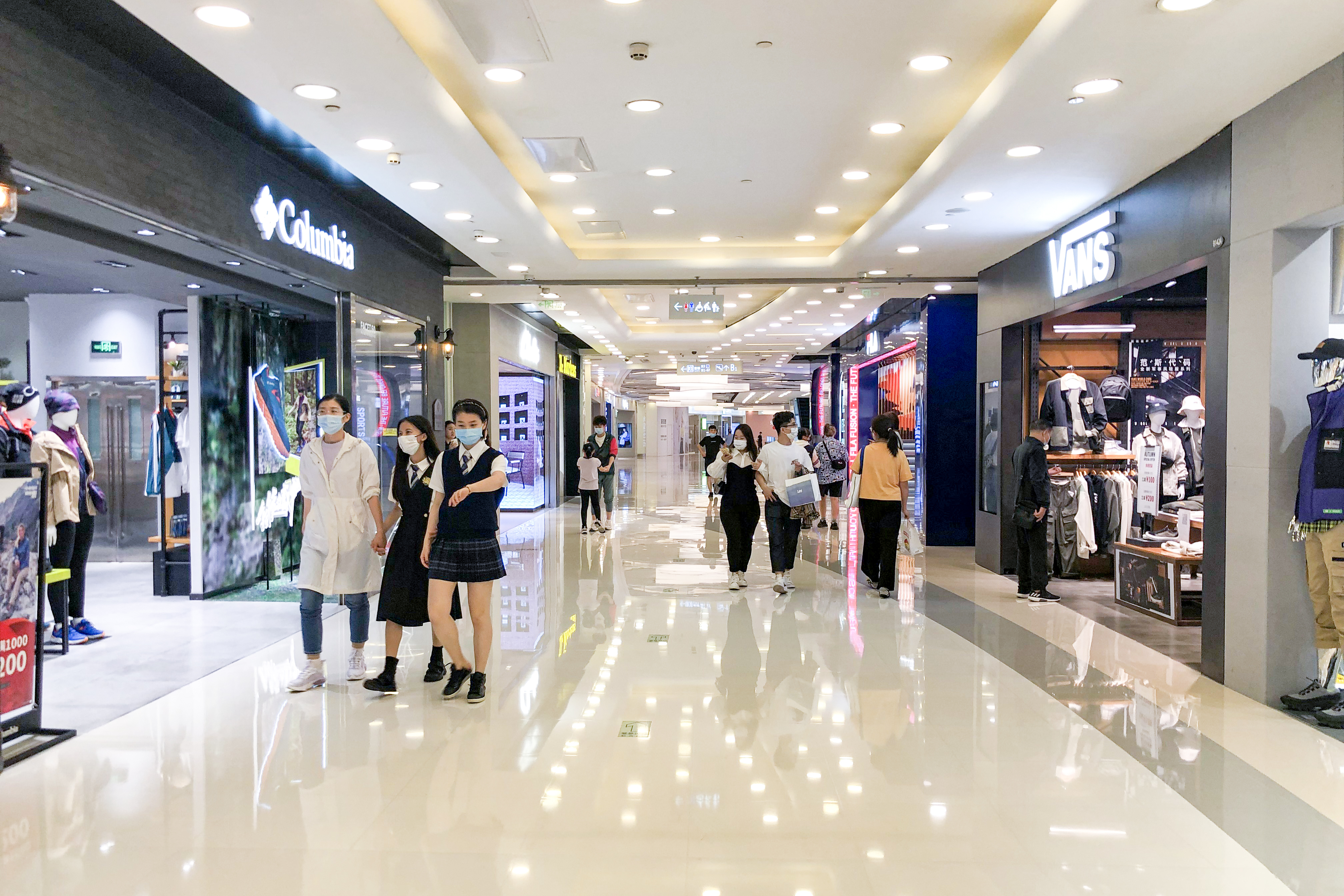
地下一层（2021年9月）